# Masdevallia cuprea
Masdevallia cuprea är en orkidéart som beskrevs av John Lindley. Masdevallia cuprea ingår i släktet Masdevallia och familjen orkidéer. Inga underarter finns listade i Catalogue of Life.